# マキシ・グナウク
マキシ・グナウク（ドイツ語: Maxi Gnauck, 1964年10月10日 - ）は、ドイツ民主共和国（通称：東ドイツ、現ドイツ連邦共和国）の元女子体操競技選手。五輪大会、世界体操競技選手権、FIG体操ワールドカップ、ヨーロッパ体操競技選手権で合計27個のメダルを獲得し、ドイツが生んだ最高の女子体操競技選手の一人と考えられている。

## 経歴

### 生い立ち
1964年10月10日、グナウクは東ベルリンで生まれた。両親は男の子が生まれると思っていたのでマックス（max）と名付けるつもりでいたが、女の子が生まれたためmaxに「i」を付け足してマキシ（maxi）という名前をつけた。5歳のときに体操を始め、3年後にクライススパルタキアード大会で初のメダルを獲得。後に所属クラブをSCディナモ・ベルリンに変更し、そこではコーチであるユルゲン・ヘリッツの指導を受けた。

### 競技生活
1977年に初めての全国大会となる東ドイツジュニア選手権で個人総合で5位に入り、翌1978年に日本の名古屋市で開催された中日カップに出場して4位になった。1979年5月のヨーロッパ選手権コペンハーゲン大会に初出場して個人総合で6位、跳馬で銀メダル、段違い平行棒で銅メダルを獲得。同年11月の世界選手権フォートワース大会では初出場ながら個人総合で接戦の末、ソビエト連邦のネリー・キムに次ぐ銀メダルを獲得、段違い平行棒では金メダルを獲得した。1980年モスクワ五輪では個人総合でルーマニアのナディア・コマネチと同点で銀メダルを獲得、種目別でも段違い平行棒で金メダル、ゆかで銅メダルを獲得した。また、団体総合では東ドイツの銅メダル獲得に貢献した。これを受けて同年、東ドイツの新聞『ユング・ヴェルト』紙上での投票によりスポーツウーマン・オブ・ザ・イヤーに選ばれた。
その翌年の1981年はグナウクにとって最高の年になった。ヨーロッパ選手権マドリード大会で、個人総合、段違い平行棒、平均台、ゆかで金メダルを獲得し、跳馬でも銀メダルを獲得。世界選手権モスクワ大会でも跳馬、段違い平行棒、平均台で金メダルを獲得した。1982年のワールドカップ・ザグレブ大会では段違い平行棒で金メダル、ゆかで銅メダルを獲得し、1983年の世界選手権ブダペスト大会では段違い平行棒で金メダルを獲得した。1984年のロサンゼルス五輪には東ドイツが大会をボイコットしたため出場できなかったが、1985年のヨーロッパ選手権ヘルシンキ大会では個人総合で銀メダル、段違い平行棒で金メダルを獲得した。
グナウクはアクロバティックな演技に優れ、段違い平行棒においては当時、世界最高の選手の一人だった。また、女子体操競技のゆかで史上初めて3回ひねりを成功させた選手の一人でもある。

### 競技生活引退後
1986年4月、正式に引退を表明し、ライプツィヒ大学で4年間スポーツコーチングを学んだ。在学中の1988年にウォータースライドで転倒し、C5椎骨を骨折した。怪我の状態は深刻であり、後に椎骨は金属板で補強された。ドイツ再統一後は競争が激しくなり、1990年に初めて南アフリカと英国でそれぞれ2 - 3か月間、一時的にコーチを務めた。1993年から2004年までハンブルク近郊のノルダーシュテットにあるハークサイド体操センターでコーチを務め、2005年からはスイス・リーステルの体操センターでコーチを務めた。2000年に国際体操殿堂入りし、ドイツの体操競技選手として初の殿堂入りとなった。

## オリンピック大会以外での成績
| 年   | 大会             | 個人総合 | 団体総合 |    |    |    |    |
| ---- | ---------------- | -------- | -------- | -- | -- | -- | -- |
| 1979 | ヨーロッパ選手権 |          |          | 銀 | 銅 |    |    |
| 1979 | 東ドイツ選手権   | 銀       |          |    |    |    |    |
| 1979 | 世界選手権       | 銀       | 銅       |    | 金 |    |    |
| 1980 | ワールドカップ   | 銀       |          |    | 金 |    | 金 |
| 1981 | ヨーロッパ選手権 | 金       |          | 銀 | 金 | 金 | 金 |
| 1981 | 東ドイツ選手権   | 金       |          |    |    |    |    |
| 1981 | 世界選手権       |          | 銅       | 金 | 金 | 金 |    |
| 1982 | 東ドイツ選手権   | 金       |          | 金 | 金 |    | 金 |
| 1982 | ワールドカップ   |          |          |    | 金 |    | 銅 |
| 1983 | 世界選手権       |          | 銅       |    | 金 |    |    |
| 1984 | 東ドイツ選手権   | 金       |          | 銅 | 金 |    | 金 |
| 1985 | ヨーロッパ選手権 | 銀       |          |    | 金 |    |    |